# Ginac
GiNaC est un système de calcul formel libre publié sous la licence publique générale GNU. Le nom est un acronyme récursif pour « GiNaC n'est pas un CAS » (Computer Algebra System). Ceci est similaire à l'acronyme GNU « GNU n'est pas Unix ».
GiNaC est la base symbolique de plusieurs projets open source : il existe une extension symbolique pour GNU Octave, un simulateur pour l'imagerie par résonance magnétique, et depuis mai 2009, Pynac, un fork de GiNaC, fournit le backend pour les expressions symboliques dans SageMath.